# Gran Premio di Monaco 1972
Il Gran Premio di Monaco 1972, XXX Grand Prix Automobile de Monaco di Formula 1 e quarta gara del campionato di Formula 1 del 1972, si è disputato il 14 maggio sul Circuito di Monte Carlo ed è stato vinto da Jean-Pierre Beltoise su BRM.

## Vigilia

### Aspetti organizzativi
L'evento venne, come da tradizione, organizzato dall'Automobile Club di Monaco. Alla gara di Formula 1, per cui erano previste tre sessioni di prova oltre all'evento vero e proprio la domenica, venne affiancato l'appuntamento di Formula 3, previsto il sabato pomeriggio. Furono inoltre spostati i box nella zona della chicane del porto, che venne avanzata di circa un centinaio di metri. Questa modifica, imposta dalla CSI come condizione essenziale per la permanenza in calendario della gara monegasca, suscitò diverse polemiche per la presunta pericolosità: le vetture, all'uscita dei box, si sarebbero immesse direttamente sul tracciato lungo la traiettoria ideale percorsa dalle altre monoposto con il rischio di incidenti, ma i piloti si opposero al progetto dell'Automobile Club di creare un'apposita piattaforma marittima e imposero l'uso di semplici semafori di avviso.
Il giovedì, giorno di inizio del fine settimana automobilistico, ci fu una polemica tra gli organizzatori, associazione dei costruttori e dei piloti riguardo al numero dei partenti. L'Automobile Club non voleva più di 23 vetture schierate al via per ragioni di sicurezza, mentre le controparti chiedevano che si schierassero in 25. Dopo aver minacciato di disertare l'evento gli organizzatori furono costretti a cedere.

### Aspetti sportivi
Rispetto al precedente Gran Premio, la Ferrari e la McLaren dovettero rinunciare ai loro piloti Mario Andretti e Peter Revson, entrambi americani, perché impegnati in occasione della 500 miglia di Indianapolis. La squadra italiana si limitò a lasciare un posto vacante e schierò solo due vetture, mentre la McLaren sostituì Revson con l'inglese Brian Redman. Dal canto suo la BRM operò un cambio tra lo spagnolo Soler-Roig e l'austriaco Helmut Marko.
Si iscrisse nuovamente la Tecno, questa volta con 2 vetture per Nanni Galli e l'inglese Derek Bell. Anche in questo caso purtroppo la squadra bolognese non riuscì a schierare le 2 vetture e venne nuovamente costretta a dare forfait.

## Qualifiche

### Resoconto
Nella prima giornata di prove, partita con mezzora di ritardo a causa dei contrasti tra organizzatori, piloti e costruttori, Jacky Ickx realizzò i migliori parziali, girando in 1'23"3, staccando di due decimi Denny Hulme e di mezzo secondo Jackie Stewart, costretto a girare con la vettura di riserva. A testimoniare le buone prestazioni della casa di Maranello vi fu anche il quarto posto di Regazzoni. Lotus e McLaren si nascosero nella prima sessione, ma mostrarono buon equilibrio aerodinamico e venivano indicate tra le possibili pretendenti alla vittoria della gara. Molto più problematica era la situazione della BRM, in difficoltà nella ricerca dell'assetto ideale; in particolare Peter Gethin fu costretto ad interrompere le prove per un incendio sviluppatosi sulla sua vettura. Anche François Cevert ebbe diversi problemi e non andò oltre l'ultimo posto, accusando un distacco di sedici secondi da Ickx. Non parteciparono, invece, alla sessione Graham Hill e Rolf Stommelen, le cui vetture sarebbero giunte sul circuito la giornata seguente.
La giornata di venerdì, al contrario di quella di giovedì, presentava un tempo incerto, ragion per cui gran parte dei piloti scese subito in pista per realizzare un tempo cronometrato. Ad avere la meglio fu Emerson Fittipaldi che inanellò una serie di giri veloci, fino a realizzare il suo miglior parziale in 1'21"4, battendo il precedente record della pista appartenente a Jackie Stewart. Il brasiliano, nonostante la soddisfazione del risultato e pur riconoscendo i progressi della vettura, rimase prudente sulla gara dell'indomani. Dietro di lui, staccati di pochi decimi, si piazzarono Ickx e Regazzoni, confermando i buoni risultati ottenuti il giovedì. A chiudere i primi sei Beltoise, Amon e Peter Gethin. Soltanto ottavo Stewart, rallentato da un problema all'alimentazione sulla propria vettura, davanti a Pescarolo, primo tra i piloti della March.
La sessione di sabato, invece, si svolse sotto una pioggia battente che di fatto congelò i tempi ottenuti il venerdì. Il più veloce fu Ickx, dato per favorito in vista della gara vista la sua abilità sul bagnato, che fu in grado di girare in 1'45"3, staccando di pochi decimi Regazzoni e di oltre un secondo Fittipaldi.

### Risultati
| Pos | Nº | Pilota               | Costruttore          | Squadra                        | Q1          | Q2     | Q3     | Distacco |
| --- | -- | -------------------- | -------------------- | ------------------------------ | ----------- | ------ | ------ | -------- |
| 1   | 8  | Emerson Fittipaldi   | Lotus-Ford           | John Player Team Lotus         | 1'24"4      | 1'21"4 | 1'46"8 | —        |
| 2   | 6  | Jacky Ickx           | Ferrari              | Scuderia Ferrari SpA SEFAC     | 1'23"3      | 1'21"6 | 1'45"3 | +0.2     |
| 3   | 7  | Clay Regazzoni       | Ferrari              | Scuderia Ferrari SpA SEFAC     | 1'23"8      | 1'21"9 | 1'45"9 | +0.5     |
| 4   | 17 | Jean-Pierre Beltoise | BRM                  | Marlboro BRM                   | 1'24"4      | 1'22"5 | ?      | +1.1     |
| 5   | 16 | Chris Amon           | Matra                | Equipe Matra Sports            | 1'24"3      | 1'22"6 | ?      | +1.2     |
| 6   | 18 | Peter Gethin         | BRM                  | Marlboro BRM                   | 1'25"2      | 1'22"6 | ?      | +1.2     |
| 7   | 14 | Denny Hulme          | McLaren-Ford         | Yardley Team McLaren           | 1'23"5      | 1'22"7 | ?      | +1.3     |
| 8   | 1  | Jackie Stewart       | Tyrrell-Ford         | Elf Team Tyrrell               | 1'23"7      | 1'22"9 | ?      | +1.5     |
| 9   | 22 | Henri Pescarolo      | March-Ford           | Team Williams Motul            | 1'25"5      | 1'22"9 | ?      | +1.5     |
| 10  | 15 | Brian Redman         | McLaren-Ford         | Yardley Team McLaren           | 1'25"1      | 1'23"1 | ?      | +1.7     |
| 11  | 11 | Mike Hailwood        | Surtees-Ford         | Brooke Bond Oxo Team Surtees   | 1'26"2      | 1'23"7 | ?      | +2.3     |
| 12  | 2  | François Cevert      | Tyrrell-Ford         | Elf Team Tyrrell               | 1'39"0      | 1'23"8 | ?      | +2.4     |
| 13  | 10 | Tim Schenken         | Surtees-Ford         | Team Surtees                   | 1'28"1      | 1'23"9 | ?      | +2.5     |
| 14  | 9  | Dave Walker          | Lotus-Ford           | John Player Team Lotus         | 1'24"9      | 1'24"0 | ?      | +2.6     |
| 15  | 3  | Ronnie Peterson      | March-Ford           | STP March Racing Team          | 1'25"4      | 1'24"1 | ?      | +2.7     |
| 16  | 28 | Reine Wisell         | BRM                  | Marlboro BRM                   | 1'29"6      | 1'24"4 | ?      | +3.0     |
| 17  | 26 | Helmut Marko         | BRM                  | Austria Marlboro BRM           | 1'27"5      | 1'24"6 | ?      | +3.2     |
| 18  | 20 | Graham Hill          | Brabham-Ford         | Motor Racing Developments Ltd  | senza tempo | 1'24"7 | ?      | +3.3     |
| 19  | 12 | Andrea De Adamich    | Surtees-Ford         | Clarke-Mordaunt-Guthrie Racing | 1'27"4      | 1'24"7 | ?      | +3.3     |
| 20  | 19 | Howden Ganley        | BRM                  | Marlboro BRM                   | 1'28"1      | 1'24"7 | ?      | +3.3     |
| 21  | 21 | Wilson Fittipaldi    | Brabham-Ford         | Motor Racing Developments Ltd  | 1'26"2      | 1'25"2 | ?      | +3.8     |
| 22  | 4  | Niki Lauda           | March-Ford           | STP March Racing Team          | 1'29"1      | 1'26"5 | ?      | +5.1     |
| 23  | 5  | Mike Beuttler        | March-Ford           | Clarke-Mordaunt-Guthrie Racing | 1'34"0      | 1'26"5 | ?      | +5.1     |
| 24  | 23 | Carlos Pace          | March-Ford           | Team Williams Motul            | 1'28"3      | 1'26"6 | ?      | +5.2     |
| 25  | 27 | Rolf Stommelen       | Eifelland March-Ford | Team Eifelland Caravans        | senza tempo | 1'29"5 | ?      | +8.1     |

## Gara

### Resoconto

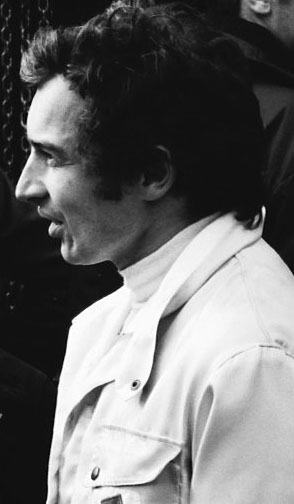
Jean-Pierre Beltoise, qui fotografato nel 1969, vinse a Monaco la prima e unica gara in carriera a 35 anni

Come già la sessione di prove del sabato, anche la gara si svolse in condizioni di pista bagnata. Al via scattò subito in testa Beltoise, che prese il comando della corsa per non lasciarlo più. Dietro di lui seguivano Regazzoni, Fittipaldi, Ickx, Amon e Stewart. Le posizioni si stabilizzarono fino al quinto giro, quando il belga della Ferrari si portò al secondo posto superando chi lo precedeva; il distacco con Beltoise ammontava, però, già a 12". Ickx cercò quindi di riavvicinarsi al battistrada, recuperando circa cinque secondi, prima di incontrare i primi doppiaggi che lo riportarono al distacco iniziale. Dietro di lui, Amon scivolò all'ottavo posto, mentre Stewart cominciò a rimontare liberandosi prima di Fittipaldi poi di Gethin e infine di Regazzoni, fino a raggiungere Ickx senza riuscire però a passarlo. Nei giri seguenti si riaccese il duello tra lo scozzese e lo svizzero della Ferrari che si riprese la terza piazza, prima di uscire dalla competizione per un incidente al cinquantaduesimo giro.
A questo punto la situazione vedeva Beltoise in testa, dopodiché Ickx, Stewart, Fittipaldi, Redman e Amon. A pochi giri dal termine Stewart andò lungo alla curva del Gasometro, toccando un guard rail e rischiando il ritiro. Dovette quindi cedere la posizione a Fittipaldi e procedere con prudenza fino al termine. Si impose quindi Beltoise che vinse la sua prima gara in carriera.

### Risultati
| Pos | Nº | Pilota               | Costruttore          | Giri | Tempo/Ritiro     | Pos. Griglia | Punti |
| --- | -- | -------------------- | -------------------- | ---- | ---------------- | ------------ | ----- |
| 1   | 17 | Jean-Pierre Beltoise | BRM                  | 80   | 2:26:55.3        | 4            | 9     |
| 2   | 6  | Jacky Ickx           | Ferrari              | 80   | + 38.2           | 2            | 6     |
| 3   | 8  | Emerson Fittipaldi   | Lotus-Ford           | 79   | + 1 Giro         | 1            | 4     |
| 4   | 1  | Jackie Stewart       | Tyrrell-Ford         | 78   | + 2 Giri         | 8            | 3     |
| 5   | 15 | Brian Redman         | McLaren-Ford         | 77   | + 3 Giri         | 10           | 2     |
| 6   | 16 | Chris Amon           | Matra                | 77   | + 3 Giri         | 6            | 1     |
| 7   | 12 | Andrea De Adamich    | Surtees-Ford         | 77   | + 3 Giri         | 18           |       |
| 8   | 26 | Helmut Marko         | BRM                  | 77   | + 3 Giri         | 17           |       |
| 9   | 21 | Wilson Fittipaldi    | Brabham-Ford         | 77   | + 3 Giri         | 21           |       |
| 10  | 27 | Rolf Stommelen       | Eifelland March-Ford | 77   | + 3 Giri         | 25           |       |
| 11  | 3  | Ronnie Peterson      | March-Ford           | 76   | + 4 Giri         | 15           |       |
| 12  | 20 | Graham Hill          | Brabham-Ford         | 76   | + 4 Giri         | 20           |       |
| 13  | 5  | Mike Beuttler        | March-Ford           | 76   | + 4 Giri         | 23           |       |
| 14  | 9  | Dave Walker          | Lotus-Ford           | 75   | + 5 Giri         | 14           |       |
| 15  | 14 | Denny Hulme          | McLaren-Ford         | 74   | + 6 Giri         | 7            |       |
| 16  | 4  | Niki Lauda           | March-Ford           | 74   | + 6 Giri         | 22           |       |
| 17  | 23 | Carlos Pace          | March-Ford           | 72   | + 8 Giri         | 24           |       |
| NC  | 2  | François Cevert      | Tyrrell-Ford         | 70   | Non Classificato | 12           |       |
| Rit | 22 | Henri Pescarolo      | March-Ford           | 58   | Incidente        | 9            |       |
| Rit | 7  | Clay Regazzoni       | Ferrari              | 51   | Incidente        | 3            |       |
| Rit | 11 | Mike Hailwood        | Surtees-Ford         | 48   | Incidente        | 11           |       |
| Rit | 19 | Howden Ganley        | BRM                  | 47   | Incidente        | 20           |       |
| Rit | 10 | Tim Schenken         | Surtees-Ford         | 31   | Incidente        | 13           |       |
| Rit | 18 | Peter Gethin         | BRM                  | 27   | Incidente        | 5            |       |
| Rit | 28 | Reine Wisell         | BRM                  | 16   | Motore           | 16           |       |

## Statistiche
Piloti
- 1° e unica vittoria per Jean-Pierre Beltoise
- 1° pole position per Emerson Fittipaldi
- 20° podio per Jacky Ickx
- 4º e ultimo giro più veloce per Jean-Pierre Beltoise
- 50º Gran Premio per Jacky Ickx

Costruttori
- 17ª e ultima vittoria per la BRM
- 60° podio per la BRM
- 15º e ultimo giro più veloce per la BRM

Motori
- 18ª e ultima vittoria per il motore BRM
- 110° podio per il motore Ford Cosworth
- 14º e ultimo giro più veloce per il motore BRM

Giri al comando
- Jean-Pierre Beltoise (1-80)

## Classifiche

### Piloti
| Pos. | Pilota               | Punti |
| ---- | -------------------- | ----- |
| 1    | Emerson Fittipaldi   | 19    |
| 2    | Jacky Ickx           | 16    |
| 3    | Denny Hulme          | 15    |
| 4    | Jackie Stewart       | 12    |
| 5    | Jean-Pierre Beltoise | 9     |
| 6    | Clay Regazzoni       | 7     |
| 7    | Peter Revson         | 6     |
| 8    | Andrea De Adamich    | 3     |
| 9    | Mario Andretti       | 3     |
| 10   | Ronnie Peterson      | 3     |
| 11   | Brian Redman         | 2     |
| 12   | Tim Schenken         | 2     |
| 13   | Graham Hill          | 1     |
| 14   | Carlos Pace          | 1     |
| 15   | Chris Amon           | 1     |

### Costruttori
| Pos. | Team         | Punti |
| ---- | ------------ | ----- |
| 1    | McLaren-Ford | 19    |
| 2    | Lotus-Ford   | 19    |
| 3    | Ferrari      | 19    |
| 4    | Tyrrell-Ford | 12    |
| 5    | BRM          | 9     |
| 6    | Surtees-Ford | 5     |
| 7    | March-Ford   | 4     |
| 8    | Brabham-Ford | 1     |
| 9    | Matra        | 1     |